# باول كوتيه
باول كوتيه هو ربان ‏ كندي، ولد في 28 يناير 1944 في فانكوفر في كندا، وتوفي بنفس المكان في 19 يوليو 2013.

## وصلات خارجية
- باول كوتيه على موقع أوليمبيديا (الإنجليزية)